# 自己都合退職
自己都合退職（じこつごうたいしょく）とは、労働契約解除が労働者からの申し出によるものをいう。会話や文脈上では単に「退職」ということもある。公務員では依願退職と称することが多い。

## 法的根拠
本人により退職の意思が明示されているならば、自己都合退職の方法は文書、口頭、いずれも法律的には有効であり、いずれの方法も行われている。但し、離職の申し出の書証とするためには、退職届（退職願・辞表ともいう）を提出することが一般的である。一般的に退職願の書式などが紹介されることもあるが、これらは礼儀やマナーの問題として慣習的に定められているものである。労働慣習では、労働者からの一方的な労働契約解除を文書で申し出ることを「退職届」といい、完全自筆で文書を作成する場合と、会社に既定の様式が用意されている場合がある。もっとも、一般的な労働契約では、特別法である労働基準法の規定が民法より優先され（後述）、多くの企業では就業規則に退職に関する事項を定めるため（労働基準法第89条）、就業規則に退職の申し入れに関する定めがあれば通常はそちらが優先され、民法の規定が適用されるのは就業規則に定めがない場合や、労働基準法が適用されない者（家事使用人等）に限られる。
期間の定めのない労働契約の場合は「退職届」を提出する事によりいつでも労働契約を解除する事ができる。これを任意退職と言う。解除の時期は、原則として民法第627条第1項により、解約の申入れの日から2週間（就業規則に解約の申し入れ期間に関する定めがあれば、その期間）を経過することによって労働契約の解除（解約）となる。また年俸制のような「6か月以上の期間をもって報酬を定めた雇用契約」においては民法第627条第3項により、3か月（就業規則に解約の申し入れ期間に関する定めがあれば、その期間）後に退職が成立する。なお期間の定めのある労働契約については、民法第628条により原則としてやむを得ない事由があるときに限って契約期間満了前に退職する事ができる。
また、双方が合意すれば、退職日を2週間後以外（例えば「即日」退職等）に設定することも可能である。これを合意退職と言う。この場合は、労働契約解除日の合意解除・合意解約を行ったことになる（これも契約の一種である）。

## 就業規則との兼ね合い

労働条件通知書

就業規則には退職に関する事項を定めなければならず（労働基準法第89条）、退職の申し出を2週間よりも前に申し出るべきこととすることがある。
退職にさいして係長以上の役付者は6ヶ月以前の退職願の届出、会社の許可を必要とする旨の就業規則を有する会社の企画係長が、退職願を提出してから約3ヶ月勤務した後に退職し、退職金等を請求した事例（高野メリヤス事件、東京地判昭和51.10.29判時841号102頁）において、民法627条に抵触する部分については無効であり、民法627条に従い14日経過後に退職は成立するとした。一方では大室木工所事件において、「民法第627条第1項を排除する特約は無制限に許容するべきではなく、労働者の解約の自由を不当に制限しない限度においてはその効力を認めるべきであるから、労働者の退職には使用者の承認を要する旨の特約は、労働者の退職申し立てを承認しない合理的な理由がある場合の外は、使用者はその承認を拒否しえないという限度でその効力を認めるべき」（昭37.4.23 浦和地決熊谷支部）という裁判例があるが、本裁判例は就業規則の退職予告期間そのものを争点とした裁判ではなく、就業規則の予告期間を優先とするという内容の判例ではないため、予告期間において就業規則を優先とする判例はないが、どんな特約でも全面的に否定するという判例もない。実際には個々の事例に即して判断するほかはないが、実務上は、就業規則の法規範性を肯定した最高裁判決（秋北バス事件）に則り、特約（就業規則）が優先するという見解に立つものが多い。
また、就業規則ではなく労働者が使用者と労働契約書などで個別合意して退職の申し出を14日前以上に申し出るべきこととした場合、民法627条を任意規定と解して個別合意の予告期間を特約として効力が生じるかという問題もある。
また、労働基準法20条の解雇予告期間との均衡から、就業規則による予告期間延長を1か月までは有効と解する極めて少数の見解もあるが、労働基準法の解雇予告期間は、労働者にとっては突然解雇されれば賃金を得られず生活ができなくなるという重要性にかんがみ必要とされているものであり、使用者の経営上の利害と労働者の生活上の重要性を同列に論じるべきではないこと、本来労働者を保護する趣旨である労働基準法20条の規定が結果的に労働者を拘束し、労働者の退職のさいに不利に作用する根拠となり、労働基準法20条がために就業規則で1か月の退職予告期間を強いられるのは問題である、労働基準法20条は使用者を拘束する規定であり、（直接的であれ間接的であれ）労働者側を拘束する規定ではない、等の問題点や矛盾が生じることから当解釈（労働基準法20条を根拠として1か月は有効という解釈）は無理があり、一般的には全く受け入れられていない。

## 雇用保険
雇用保険における基本手当の給付において、離職票に記載する離職理由に自己都合退職がある。
離職票に自己都合という記載があっても、正当な理由ありとみなされる場合があり、「使用者に責任はないが再就職の準備をする時間的余裕がなく退職」ということで給付制限はつかない（正当な理由かどうかの判定は公共職業安定所長が行う）。なお定年退職の場合は自己都合退職と同様に扱われる。雇用保険#特定受給資格者・特定理由離職者も参照。